# Емброс (1943 – 1944)
Вижте пояснителната страница за други значения на Емброс.
„Емброс“ (на гръцки: «Εμπρός», в превод Напред) е гръцки вестник, издаван нелегално в град Лерин в годините на окупацията през Втората световна война.

## История
Вестникът започва да излиза в 1943 година. Орган е на Националната общогръцка огранизация на младежите (ЕПОН) за Лерин. Спира в 1944 година.